# Jeanna Nilsson
Jeanna Nilsson, född Höjer 1867, död 1945, var en svensk politiker (moderat). 
Hon var gift med lantbrukaren på Sjöstad, agronomen August Nilsson. 
Hon var känd för sitt engagemang inom Svenska Folkförbundet. Hon ingick i Kvinnoföreningen för Sveriges sjöförsvar och var en känd föredragshållare i Värmland. Hon blev medlem i Sveriges Moderata Kvinnoförbund när det bildades 1915 och var en ledande medlem där fram till 1927: hon var en anlitade offentlig talare och grundade ett flertal lokalföreningar. 